# Kurt Reich
Kurt Reich (* 19. Oktober 1929) ist ein ehemaliger deutscher Fußballspieler. Der Offensivspieler hat bei Altona 93 in der erstklassigen Fußball-Oberliga Nord von 1952 bis 1956 97 Ligaspiele absolviert und dabei 28 Tore für die Mannschaft von der Adolf-Jäger-Kampfbahn erzielt. Mit dem AFC belegte er in der Saison 1953/54 den 3. Rang im Norden und war 1955 in das Halbfinale um den DFB-Pokal eingezogen.

## Karriere

### Im Amateurbereich, bis 1952
Beim Post SV Hamburg konnte der junge Angreifer Kurt Reich die ersten Erfahrungen im höherklassigen Hamburger Amateurfußball sammeln. Unter Trainer Otto Rohwedder gehörte der 20-Jährige in der Saison 1949/50 der Meistermannschaft des Teams aus der Sportanlage Am Forsthof an, die in der Amateurliga Hamburg (Alsterstaffel) mit drei Punkten Vorsprung gegenüber Reichsbahn-Viktoria Harburg den 1. Platz belegte. Im Mai/Juni erlebte Reich an der Seite von Mannschaftskameraden wie Adolf Slama, Heinz Wolgast, Günter und Horst Fahrig, Walter Kuse und Otto Maack in der Aufstiegsrunde zur Oberliga Nord die Leistungsstärke der Konkurrenten SV Eintracht Osnabrück, Altonaer FC 93, Itzehoer SV, TSV Goslar 08 und Blumenthaler SV. Lediglich ein Punkt konnte Post SV in der Aufstiegsrunde erringen und belegte mit 1:9 Punkten den letzten Rang. Der Punktgewinn glückte am 14. Mai 1950 bei einem 1:1-Heimremis gegen den Blumenthaler SV vor 2000 Zuschauern auf dem Victoria Platz. Der junge Reich spielte dabei Mittelstürmer.
Persönlich ragte die Leistung von Reich in der Saison 1951/52 in der eingleisigen Amateurliga Hamburg heraus: Mit Post SV belegte er den 6. Rang und seine Mannschaft hatte mit 82 Rundentreffern den torgefährlichsten Angriff gestellt. Reich selbst hatte sich die Torjägerkrone in der Hamburger Amateurliga mit 29 Treffern erobert. Der Amateurligavizemeister und Dritter in der Oberligaaufstiegsrunde, Altona 93, stattete den Torjäger vom Post SV mit einem Vertrag für die Oberliga aus und Reich stürmte ab der Saison 1952/53 für den AFC in der Oberliga Nord.

### Altona 93, 1952 bis 1956
Der Oberligarückkehrer verstärkte sich neben Reich auch noch durch die weiteren Neuzugänge „Malek“ Hinsch, Karl-Heinz Keil, Dieter Seeler und insbesondere durch die HSV-Institution Heinz Spundflasche. Das erste Saisonspiel hatte der AFC am 24. August 1952 beim Hamburger SV auszutragen, aber noch ohne Spielmacher Spundflasche. Nach einem glänzenden Spiel des AFC vor über 13.000 Besuchern, Altona führte 2:0 und 3:2, ging das Spiel in der Schlussphase noch mit 3:4 verloren. Reich hatte dabei mit „Malek“ Hinsch die linke Angriffsseite gebildet. Im ersten Heimspiel der Runde, am 31. August 1952, gegen Göttingen 05 brachte Reich in der ersten Halbzeit den AFC mit 1:0 in Führung, am Ende setzte sich aber Göttingen mit 2:1 durch. Beim überzeugenden 7:4-Heimerfolg am 14. September gegen Werder Bremen mit vier Hinsch-Toren bildete er mit Dieter Seeler den rechten Flügel. Altona war weit mehr als ein Aufsteiger, der sich mit dem Klassenerhalt zu begnügen hatte. Zum 2:1-Heimerfolg gegen Arminia Hannover steuerten jeweils Hinsch und Reich einen Treffer bei. Von der Tordramatik her gehörte in dieser Phase auch der 8:7-Auswärtserfolg beim Tabellenschlusslicht Eintracht Osnabrück zu den Besonderheiten dieser Runde. Reich erzielte das Tor zum zwischenzeitlichen 7:7, ehe Torjäger Hinsch der Siegtreffer gelang. Mit einem 2:5-Rückstand waren die Mannen um Angreifer Reich in die Halbzeitpause gegangen, ehe am Spielende doch noch der Gewinn von zwei Punkten gelungen war. Zum 4:2-Auswärtserfolg am 14. Dezember 1952 beim VfB Lübeck steuerte der Mann vom Post SV zwei Treffer bei. Nach 15 Spieltagen wies der AFC 20:10 Punkte vor und belegte damit den 4. Rang. Beim Rückrundenspiel gegen Tabellenführer Hamburger SV vor 27.000 Zuschauern in der Adolf-Jäger-Kampfbahn, am 8. März 1953, setzten sich die Rothosen aber mit einem deutlichen 4:1 durch und führten unangefochten mit 35:11 Punkten die Tabelle an. In den restlichen Wochen ging der Elan etwas verloren und Altona beendete mit einem 2:2-Heimremis am 26. April 1953 gegen den VfB Lübeck – wiederum waren Hinsch und Reich die Torschützen – die Runde auf dem 6. Rang. Reich hatte wie Torhüter Grandt, Keil, Gorszka und Braasch alle 30 Rundenspiele absolviert und neben Torjäger Hinsch (23 Tore) mit 17 Treffern die zweitbeste Trefferausbeute beim AFC zustande gebracht. Sein Wechsel in die Oberliga Nord hatte sich als richtig erwiesen.
Anlässlich des 60-jährigen Vereinsjubiläums bestritt der AFC im Juni drei Spiele: Gegen die brasilianische Elf des FC Nautico Recife (3:1), gegen den deutschen Pokalsieger RW Essen (2:2) und gegen die österreichische Erstligamannschaft Simmering SK Wien (2:3).
Vor der Saison 1953/54 ging die Personalaufrüstung beim AFC weiter: Es kamen Alfred Kalkowski, Karl-Heinz Reiß, Günther Hentzschel, Gerhard Wagner und vor allem der Rückkehrer aus Münster, Werner Erb. Der Start klappte aber mit 4:10 Punkten überhaupt nicht, aber dann steigerte sich Altona unter Spielmacher Spundflasche und Trainer Herbert Panse enorm und belegte am Rundenende den 3. Rang. Dabei glückten den Mannen um Reich Erfolge gegen Eimsbüttel (3:0), Holstein Kiel (3:1/2:0), Hamburger SV (4:2), Arminia Hannover (3:1), Bremer SV (4:1), Göttingen 05 (1:0), Eintracht Braunschweig (6:0), Victoria Hamburg (2:1), VfL Osnabrück (5:3) und FC St. Pauli (4:0). Vor über 15.000 Zuschauern glückte Altona am 1. November 1953 ein 4:2-Heimerfolg gegen den Hamburger SV. Im Angriff waren die Gastgeber mit Dieter Seeler, Reich, Erb, Spundflasche und Reiß angetreten und Linksaußen Reiß konnte sich als dreifacher Torschütze auszeichnen. Zur Jahreswende schlug das „Sport-Magazin“ Herberger auch vier Spieler von Altona 93 zur Beobachtung für die Nationalmannschaft vor: Wagner, Reich, Dieter Seeler und Erb.
Auch in der nachfolgenden Runde 1954/55 zeigten sich Reich und Kollegen von der besten Seite. In der Oberliga belegte der AFC mit 38:22 Punkten den 4. Rang, punktgleich mit Werder Bremen auf dem 3. Rang. Angreifer Reich hatte in 28 Ligaspielen neun Tore erzielt. Daneben lieferte Altona im DFB-Pokal Leistungen ab, die weit über die gewohnte norddeutsche Bühne hinaus ragten. In der 1. Hauptrunde glückte am 15. August 1954, unmittelbar vor dem Ligastart, ein 3:2-Heimerfolg gegen den 1. FC Saarbrücken. In der 2. Runde gelang am 26. September 1954 ein 2:1-Heimerfolg gegen Eintracht Frankfurt, ehe dann im Viertelfinale am 19. Dezember 1954 gegen Alemannia Aachen mit einem 2:0 der Einzug in das Halbfinale gelang. Das Halbfinale wurde am 20. April 1955 in Köln gegen den Südoberligisten Karlsruher SC ausgetragen. Nach Verlängerung trennte man sich mit 3:3. Die KSC-Defensive mit Rudi Fischer, Max Fischer, Walter Baureis, Werner Roth, Siegfried Geesmann und Herbert Dannenmeier hatte der AFC-Offensive mit Dieter Seeler, Reich, Erb, Spundflasche und Reiß insbesondere in der 2. Halbzeit gehörig zugesetzt und der KSC hatte den 0:2-Pausenrückstand noch in ein 3:3-Remis verwandelt. Im Wiederholungsspiel am 8. Mai in Gelsenkirchen konnte Reich infolge einer Verletzung nicht antreten; Altona verlor gegen das Team aus Baden mit 0:3.
In seinem vierten Oberligajahr, 1955/56, hatte Reich zwar das Tor zum 2:0 Endstand am 4. September 1955 im Heimspiel gegen den Hamburger SV zu Buche stehen, ansonsten war es aber eine wenig berauschende Runde für den Stürmer wie auch Altona 93. Als der AFC am 21. Spieltag das Heimspiel gegen Werder Bremen mit 1:3 verliert, befindet sich Altona nur noch zwei Punkte von einem Abstiegsplatz entfernt. Verletzungen führen bei Reich dazu, dass er nur 18 Ligaspiele bestreiten kann und lediglich ein Tor erzielte. Mit 29:31 Punkten belegt Altona den 9. Rang. Der Weggang von Trainer Klaus-Peter Kirchrath war durch seine Nachfolger Rolf Springer und Günter Brust nicht ohne Reibungsverluste über die Bühne gegangen.
Nach lediglich vier Runden beendete Kurt Reich im Sommer 1956 seine Laufbahn in der Oberliga Nord. Er hatte sich 1956 für Altona reamateurisieren lassen und spielte mit den AFC Amateuren in der Verbandsliga Hamburg, Staffel Germania. Interessant immerhin, dass er am zweiten Septemberwochenende 1959 (!) gegen den VfB Lübeck nochmal in der Oberliga ausgeholfen hat. Das „Abendblatt“ mäkelte allerdings, er habe nur „Luft für zweimal 15 Minuten“ gehabt. Das Spiel fand am 13. September 1959 beim VfB Lübeck statt und Altona war bei einer 0:1-Auswärtsniederlage im Angriff mit Uwe Lüchau, Heiko Kurth, Erb, Reich und Gerhard Göhrke dabei angetreten.